# Janina Waluk

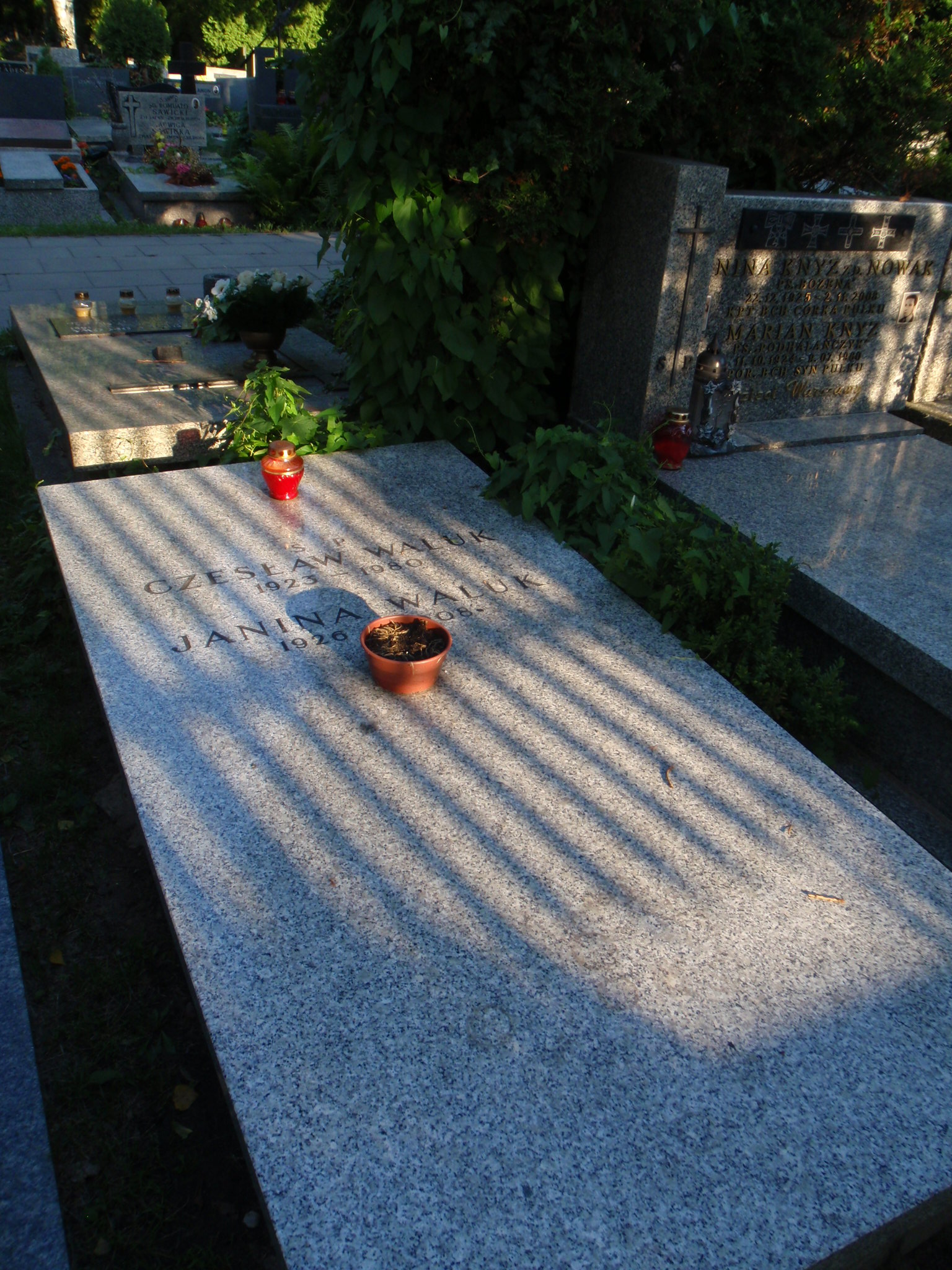
Grób Janiny Waluk na Powązkach Wojskowych w Warszawie

Janina Waluk z domu Safjan (ur. 1 czerwca 1926, zm. 2 kwietnia 2008) – polska socjolog, ekonomistka, mediator, społecznik, działaczka opozycji antykomunistycznej, pracownik naukowy Uniwersytetu Warszawskiego oraz wieloletni pracownik Kancelarii Senatu.

## Życiorys
W 1981 pełniła funkcję kierownika Działu Zatrudnienia w Ośrodku Prac Społeczno-Zawodowych przy Komisji Krajowej NSZZ ”Solidarność”. Od 1989, była pracownikiem Biura Interwencji Senatu, zajmując się przede wszystkim systemem penitencjarnym w Polsce oraz mediacją. Współzałożyciel i członek Zarządu Głównego Stowarzyszenia Penitencjarnego ”Patronat” w którym kierowała powstałym w 1995, Zespołem ds. Wprowadzenia Mediacji w Polsce, przekształconym w 2000 w niezależne, pozarządowe Stowarzyszenie Polskie Centrum Mediacji którego była prezesem. Od 2005 piastowała funkcję przewodniczącego Społecznej Rady ds. Alternatywnych Metod Rozwiązywania Konfliktów i Sporów przy Ministrze Sprawiedliwości. Propagatorka idei sprawiedliwości naprawczej, za co została wyróżniona prestiżową nagrodą „The Pioneer Award” w 2000.
Pochowana 7 kwietnia 2008 na Wojskowych Powązkach w Warszawie (kwatera D 12 rz. 2 m. 20).

## Odznaczenia
- Krzyż Oficerski Orderu Odrodzenia Polski (2007)[2]